# Radtkeïta
La radtkeïta és un mineral de la classe dels sulfurs. Rep el nom en honor d'Arthur Sears Radtke (25 de setembre de 1936 - 21 de juliol de 2004), geòleg de Palo Alto, Califòrnia, en reconeixement de la seva llarga investigació sobre els disseminats dipòsits d'or tipus Carlin.

## Característiques
La radtkeïta és un sulfur de fórmula química Hg2+₃S₂ICl. Va ser aprovada com a espècie vàlida per l'Associació Mineralògica Internacional l'any 1989, i la primera publicació data del 1991. Cristal·litza en el sistema monoclínic. La seva duresa a l'escala de Mohs es troba entre 2 i 3.
Segons la classificació de Nickel-Strunz, la radtkeïta pertany a «02.FC: Sulfurs d'arsènic, àlcalis, sulfurs amb halurs, òxids, hidròxid, H₂O, amb Cl, Br, I (halogenurs-sulfurs)» juntament amb els següents minerals: djerfisherita, talfenisita, owensita, bartonita, clorbartonita, arzakita, corderoïta, grechishchevita, lavrentievita, kenhsuïta, capgaronnita, perroudita, iltisita, demicheleïta-(Br) i demicheleïta-(Cl).
L'exemplar que va servir per a determinar l'espècie, el que es coneix com a material tipus, es troba conservat a la Institució Smithsonian, a Washington DC, amb el número de catàleg: nmnh 168450.

## Formació i jaciments
Va ser descoberta a la mina McDermitt, situada al districte miner d'Opalite, al comtat de Humboldt (Nevada, Estats Units). Es tracta de l'únic indret de tot el planeta on ha estat descrita aquesta espècie mineral.